# Лунмън (пещера)
Лунмън (на китайски: 龙门石窟) е пещерен комплекс в провинция Хънан, Централен Китай.
Той включва повече от 2300 пещери и ниши, врязани във варовиков откос на планината Лунмън, северно от древната столица Луоян. В пещерите са разположени над 110 хиляди каменни статуи, 60 ступи и 2800 надписа, превръщайки ги в най-мащабния паметник на китайското будистко изкуство от времето на династиите Северна Уей и Тан (IV – X век).
През 2000 година пещерите Лунмън са включени в Списъка на световното наследство на ЮНЕСКО.